# Callithomia zeuxippe
Callithomia zeuxippe är en fjärilsart som beskrevs av Bates 1862. Callithomia zeuxippe ingår i släktet Callithomia och familjen praktfjärilar. Inga underarter finns listade i Catalogue of Life.